# Howz

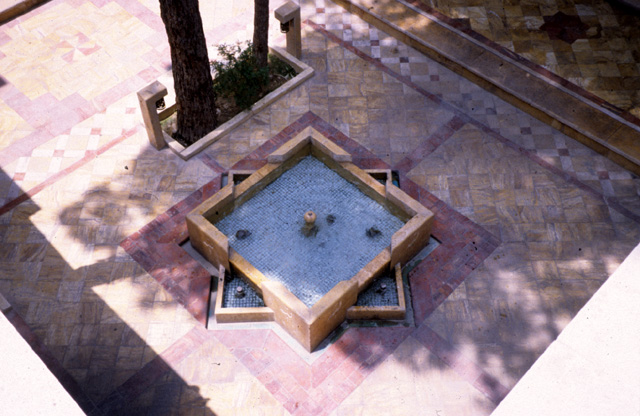
Howz dans une mosquée de Téhéran ayant la forme traditionnelle de deux carrés décalés de 45°.

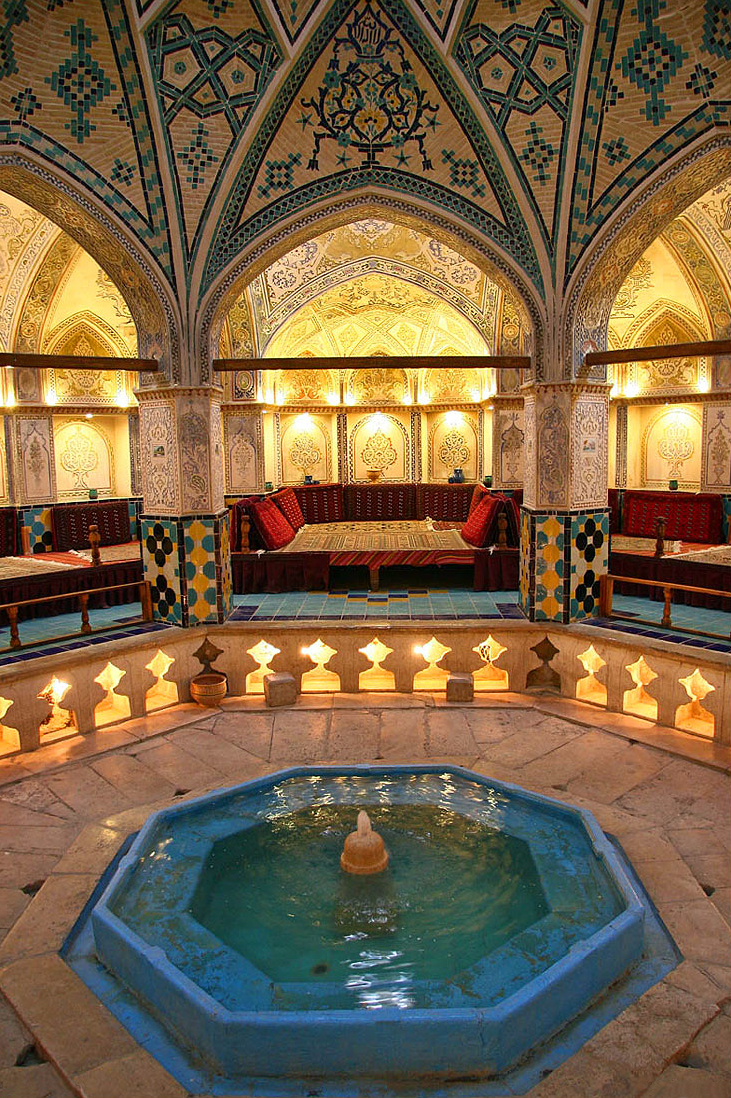
Howz du hammam de Kachân.

Dans l'architecture persane traditionnelle, un howz (en persan : حوض), ou haouz, est un bassin placé dans un axe central du jardin.
S'il se trouve dans le sahn d'une mosquée, il est utilisé pour faire les ablutions. S'il est situé dans une maison traditionnelle ou une cour privée, il est utilisé pour le lavage et/ou l'esthétique.
Le howz est un élément essentiel du jardin persan.